# Józef z Tyśmienicy
Józef z Tyśmienicy OFM (? – 1543, Varšava) byl polský františkán, kněz, kantor a kazatel působící v první polovině 16. století. Působil jako iluminátor a písař konventu františkánů (polsky bernardynů) v Krakově, přičemž navazoval na dřívější písařskou práci Bernardyna z Żarnowca.
Působil jako vedoucí skupiny františkánských písařů a iluminátorů v Krakově, která tvořila liturgické rukopisy pro další kláštery, což se mj., odrazilo v způsobu signování rukopisů: "Joseph cum ceteris". Z jeho dílny vzešel iluminovaný graduál z roku 1525.
Zemřel v roce 1543 ve Varšavě. 